# Союз немецких академий наук
Союз немецких Академий наук (нем. Union der deutschen Akademien der Wissenschaften) — объединение восьми крупнейших научных академий Германии.
В отличие от многих других стран в Германии, согласно принципу федерального устройства государства, нет единой Академии наук. В общей сложности в стране существует семь различных Академий, объединённых в союз, штаб-квартира которого находится в Майнце. Число действительных членов и членов-корреспондентов — 1 400 человек.
Главная задача Академий — забота о развитии науки. Особое внимание они уделяют поддержке межотраслевого научного сотрудничества.
В Союз Академий наук ФРГ входят:
- Баварская академия наук в Мюнхене (основана в 1759 году)
- Берлин-Бранденбургская академия наук (основана в 1992 году)
- Академия наук Северного-Рейна-Вестфалии в Дюссельдорфе (основана в 1970 году)
- Академия наук в Гейдельберге (1763-1803, повторно основанная в 1909 году)
- Академия наук в Гёттингене (основана в 1751 году)
- Саксонская академия наук в Лейпциге (основана в 1846 году)
- Академия наук и литературы в Майнце (основана в 1949 году)
- Академия наук в Гамбурге (основана в 2005 году)

Кроме того, в Галле находится Академия естественных наук Германии «Леопольдина» (нем. Leopoldina), которая не является членом Союза Академий наук ФРГ.
Академии наук выступают в роли посредника между наукой и обществом, а также способствуют международному научному сотрудничеству. Финансирование немецких Академий наук осуществляется из бюджетных средств федеральных земель.